# ولکوف (ناحیه ناخود)
ولکوف (به چکی: Vlkov) یک منطقهٔ مسکونی در جمهوری چک است که در ناحیه ناخود واقع شده‌است.